# Monoterapi
Monoterapi inom medicinen innebär vård med endast en åtgärd, till exempel då enbart ett läkemedel eller en icke-farmakologisk behandling är nödvändig för att avhjälpa patientens situation.
Exempel på där monoterapi är tillräcklig är tillfälliga sjukdomsstånd och bruk då enbart penicillin, smärtstillande läkemedel mm. är nödvändigt för att få bukt med en tillfällig krämpa.
Långvariga eller allvarliga sjukdomsstånd omfattas sällan av monoterapi.